# Cartoon Network (Europe de l'Ouest)
Pour les articles homonymes, voir Cartoon Network (homonymie).
Si vous cherchez la chaîne de télévision francophone entre 1999 et 2024, voir Cartoon Network (France)
Cartoon Network est une chaîne de télévision paneuropéenne créée par Turner, compagnie de Warner Bros. Discovery et vouée à la diffusion des séries d'animation. La chaîne a été créée le 17 septembre 1993. Progressivement remplacée par des chaînes locales dans les années 2000, la chaîne a été relancée le 25 septembre 2024 à la suite de la fusion des flux français, néerlandais, allemand, scandinave et portugais.

## Histoire
La version paneuropéenne de Cartoon Network est lancée le 17 septembre 1993 dans le cadre d'un canal partagé avec la chaîne TNT Classic Movies sur le satellite Astra. Lancée sous licence britannique, elle est diffusée en clair depuis Londres et est partiellement disponible en français selon les programmes.
En France, le lancement de ce nouveau canal, appelé alors « TNT Cartoon » va contrarier les câblo-opérateurs français ainsi que Canal+, qui voient dans la stratégie de Ted Turner une concurrence déloyale.
Cette stratégie est également critiquée par les médias français et fait réagir l'industrie du cinéma qui invoque l'exception culturelle française lors des renégociations du GATT. Le Conseil supérieur de l'audiovisuel (CSA) tente alors, en 1993, d'interdire la diffusion de la chaîne sur le satellite dans tout le territoire français, mais se heurte au droit européen qui en autorise la diffusion en clair par satellite sur toute l'Europe, depuis Londres.
A la fin des années 1990 et au début des années 2000, ce canal paneuropéen va être remplacé petit à petit par des canaux plus spécifiques. Une version pour la France et l'Europe du Sud (Espagne et Italie) sera d'abord lancée en juin 1998. Le flux italien devient indépendant quelques mois plus tard et le 23 août 1999, des flux français et espagnols indépendants sont lancés. En octobre 1999, une version britannique indépendante est lancée. La version paneuropéenne reste alors diffusée dans les pays où une version régionale n'est pas disponible.
En septembre 2024, les chaînes européennes de Cartoon Network (excepté l'Angleterre, l'Irlande et l'Italie) ont été réintégrés au niveau pan-régional. Les versions polonaises et d'Europe du Sud-est ont été transférés à version d' Cartoon Network CEE le 18 septembre tandis qu'un nouveau feed est lancé pour l'Europe de l'Ouest le 25 septembre, officiellement il y a une semaine (quelques jours plus tard), officiellement fusionné le flux français, néerlandais, allemand, scandinave et portugais,.

### France
Une version pour l'Europe du Sud (France, Espagne et Italie) a été lancé en juin 1998. La chaîne italienne est devenue indépendante quelques mois après. Le 23 août 1999, les flux français et espagnols ont été séparés. Ce n'est qu'à partir de novembre 1999 que les séries sont toutes officiellement et intégralement doublées en français.
Ce n'est que durant le début des années 2000 que plusieurs adaptations françaises sont diffusées et qu'au fur et à mesure des années, la chaîne se francise. Au plus tard des années 2000, de nouveaux programmes apparaissent comme Power Paillettes (une émission uniquement consacrée aux filles), Youri Networski, Les Matins de Dexter, Toonami et Staraoke (2009). Également depuis 2001, par moments, la chaîne diffuse certains animes tels que Hi Hi Puffy AmiYumi, Fruits Basket, Détective Conan (2007), Naruto, Les Supers Nanas Zeta (2009),,,
En 2010, les licences cultes (Tom et Jerry, Looney Tunes, Scooby-Doo) ont toutes été déplacés vers Boomerang. La chaîne Boing a été lancée, qui a repris toutes les séries des années 2000 de Cartoon Network. Dès 2011, Cartoon Network enrichit son catalogue avec Adventure Time, Regular Show et Le Monde Incroyable de Gumball, qui connaîtront un grand succès. La même année, la chaîne propose ce qu'elle appelle la « réalité augmentée » proposant des séries en 2D et 3D par le biais de leur bouquet Watch & Play.
Le 10 janvier 2023, faute d'accord entre le groupe Canal et Warner Bros. Discovery France, la chaine quitte les offres Canal+,.
Le 18 avril 2023, Free annonce avoir conclu un accord avec Warner Bros. Discovery France, permettant à Cartoon Network et le reste des chaînes du groupe de revenir sur le service Freebox TV et OQEE by Free.
Le 11 juin 2024, à la suite de l'apparition de la plate-forme Max, Cartoon Network ainsi que les autres chaînes de Warner Bros. Discovery sont de retour sur les offres Canal+ proposant ce service.
Le 25 septembre 2024 à 5h55, le flux français de la chaîne est fusionné dans un flux commun pour l'Europe de l'Ouest.
En novembre 2024, Canal+ reprend la distribution de la chaîne dans ses offres,.

### Allemagne
Cartoon Network est lancé en Allemagne en tant que bloc de programmation le 3 septembre 2005 sur la chaîne télévisée kabel eins. En juin 2006, la chaîne allemande de Boomerang est lancée, puis quelques mois après, Cartoon Network et TCM le 5 décembre 2006. En 2008, la société de distribution internationale DHX Media signe un accord avec la chaîne allemande. Le bloc sur kabel eins est arrêté en décembre 2013.

### Pays-Bas et Flandre
Le 25 septembre 2024 à 6h12, le flux néerlandais de la chaîne est fusionné dans un flux commun pour l'Europe de l'Ouest.

### Pays nordiques
Certains programmes de la version pan-européenne étaient doublés en norvégien, en suédois et en danois, par des sociétés telles que SDI Media Denmark et Dubberman Denmark en danois. Le 16 décembre 1996, elle devient une chaîne indépendante diffusé en 24 heures, comme pour TNT. Cependant, une version de la chaîne appelée TNT & Cartoon Network continue à apparaitre chez certains fournisseurs.
En 2000, une version régionale scandinave de Cartoon Network est créée, diffusant en suédois, en danois et en norvégien. En mai 2006, le logo Cartoon Network est changé par rapport à la version britannique de la chaîne. En Suède, dès le 1er octobre 2012, des publicités suédoises sont diffusées. Depuis le 1er novembre 2013, Cartoon Network commence à diffuser en 16:9 (écran large). En mai 2014, la branche nordique de Turner Broadcasting choisit Egmont Publishing Kids comme nouvel agent de licence représentant Cartoon Network dans les pays nordiques.

### Portugal
La version pan-européenne de Cartoon Network est depuis très longtemps retransmise au Portugal, en Angola et au Mozambique, entre 1997 jusqu'au troisième trimestre de décembre 2013 en langue anglaise. Elle partageait sa grille de programmation avec TCM (le soir aux environs de 20 h).
La version portugaise de la chaîne est lancée le 1er octobre 2013 en Angola et au Mozambique.
Depuis le 3 décembre 2013, la chaîne est officiellement lancée au Portugal via le câble 24h/ 24. Durant la même journée, la chaîne est lancée en format 16:9 et intégralement en langue portugaise. En Afrique, la chaîne démarre d'emblée avec des séries telles que Le Monde incroyable de Gumball et Adventure Time.
Le 16 septembre 2024, Cartoon Network Portugal a commencé à suivre le même calendrier que Cartoon Network dans les pays nordiques, en France, en Allemagne et aux Pays-Bas. Le 25 septembre, l'unification a franchi une étape supplémentaire avec la fusion du flux portugais avec les flux mentionnés ci-dessus. Désormais, ces flux individuels ont été progressivement supprimés et la seule différence entre la diffusion dans chaque pays est un flux d'abonnement exclusif pour les pauses publicitaires locales.

## Identité graphique
Au lancement de la version d'Europe de l'Ouest, le 25 septembre 2024, l'habillage déjà présent sur l'ensemble des chaînes europénnes depuis 2017, Dimensionnel, fait son retour ici. Comme son nom l'indique, il met en scène les personnages phares de la chaîne dans différentes dimensions : 2D, 3D et stop motion, dans des cases de couleur. De nouveaux jingles ont été crées pour l'occasion. Les élements à l'écran ont été retravaillés pour contenir peu voire aucun texte, avec en remplacement des pictogrammes unifiés afin de convenir à toutes les langues. 

Logo du 17 septembre 1993 au 23 avril 2006
Logo du 23 avril 2006 au 6 décembre 2010
Logo à l'antenne du 6 décembre 2010 au 25 septembre 2024 en tant que filiale européenne et depuis 25 septembre 2024 en tant que chaîne de télévision en Europe de l'Ouest

### Slogans
- Depuis septembre 2024 : « C'est votre Cartoon Network ! »

### Voix off francophones
- Damien Witecka (depuis septembre 2024)

## Programmes diffusées
- Adventure Time
- Bunnicula
- Craig de La Crique
- Hero Inside
- Jellystone!
- L'armure de Jade
- La quête héroïque du valeureux prince Invandoe
- Le Monde Incroyable de Gumball
- Looney Tunes Cartoons
- Oncle Grandpa
- Pomme & Oignon
- Regular Show
- Steven Universe
- Teen Titans Go!
- Tiny Toons Looniversité
- We Baby Bears
- We Bare Bears